# بن أكيشيما
بن أكيشيما (باليابانية: 浮嶋 敏) (مواليد 4 سبتمبر 1967)، هو لاعب كرة قدم ياباني معتزل.

## وصلات خارجية
- بن أكيشيما على موقع قاعدة بيانات كرة القدم.إي يو (الإنجليزية)
- بن أكيشيما على موقع Soccerway.com (الإنجليزية)
- بن أكيشيما على موقع عالم كرة القدم.نت (الإنجليزية)